# Дорис (Спарта)
Дорис (на старогръцки: Δόρυσσος, Doryssos, на латински: Doryssus Dorysthus) е в гръцката митология цар на Спарта през 10 век пр.н.е. (ок. 988 – 959 пр.н.е. или 840 – 820 пр.н.е.), петият цар от династията Агиди.
Той е син на Лабот и внук на Ехестрат. Баща е на Агесилай I.
Според Павзаний той управлява кратко време. Според Йероним и Excerpta Latina Barbari той управлява 29 години. След неговата смърт на трона се възкачва неговият син Агесилай I.